# La Postolle
La Postolle là một xã của Pháp,tọa lạc ở tỉnh Yonne trong vùng Bourgogne.
Người dân ở đây trong tiếng Pháp gọi là Postolliers và Postollières.

## Hành chính
| Danh sách các thị trưởng               |           |                   |      |         |
| Giai đoạn                              | Giai đoạn | Tên               | Đảng | Tư cách |
| 1896                                   | 1902      | Adolphe LEGRAND   |      |         |
| 1902                                   | 1911      | Arthur POYAU      |      |         |
| 1911                                   | 1912      | Marc FAVOT        |      |         |
| 1912                                   | 1914      | Roger MARIE       |      |         |
| 1914                                   | 1919      | Alfred LEGRAND    |      |         |
| 1919                                   | 1921      | Hippolyte CHARRON |      |         |
| 1921                                   | 1925      | Arthur POYAU      |      |         |
| 1925                                   | 1927      | Julien PARENT     |      |         |
| 1927                                   | 1929      | Henri CORNUAT     |      |         |
| 1929                                   | 1930      | Arthur POYAU      |      |         |
| 1933                                   | 1938      | Georges POULLAIN  |      |         |
| 1938                                   | 1939      | Léon ROGER        |      |         |
| 1939                                   | 1942      | Georges HOLT      |      |         |
| 1942                                   | 1945      | Paul FAVOT        |      |         |
| 1945                                   | 1947      | Gilbert CHARGROS  |      |         |
| 1947                                   | 1959      | Paul FAVOT        |      |         |
| 1957                                   | 1967      | Alidor WINTZINGER |      |         |
| 1967                                   | 1989      | Louis LERIGOLEUR  |      |         |
| 1989                                   | ????      | Oksana ONIS       |      |         |
| Tất cả các dữ liệu trước đây không rõ. |           |                   |      |         |

## Thông tin nhân khẩu
| Năm | 1962 | 1968 | 1975 | 1982 | 1990 | 1999 | 2007 |
| --- | ---- | ---- | ---- | ---- | ---- | ---- | ---- |
| Dân số | 108  | 135  | 117  | 109  | 118  | 136  | 157  |
| From the year 1962 on: No double counting—residents of multiple communes (e.g. students and military personnel) are counted only once. |      |      |      |      |      |      |      |